# Ласкарево
Ласкарево је насељено место у општини Сандански у области Благоевград, Бугарска. Према попису из 2021. године било је 176 становника.
Према бугарском географу и историчару, Василу Канчову, у Ласкареву је 1900. године живело 160 Словена хришћана. Село се раније звало Доњи Орман.